# Famille von zur Mühlen
La famille von zur Mühlen est une famille noble germano-balte. Elle donna diverses branches : celles de chevaliers de Livonie, de Courlande, d'Estonie et de Oesel.

## Histoire
Le fondateur de la famille dans les pays baltes est Hermen thor Moelen (1505-1559), important marchand, maire de Narva.

## Personnalités
- Hermen thor Moelen né en 1505, probablement dans les provinces néerlandaise d'Overijssel et de Gueldre. Important et riche marchand, il arrive à Tallinn pour la première fois en 1532. Il est conseiller puis Maire de Narva en 1551. Il fuit les troupes d'Ivan le Terrible à Lübeck et meurt en 1559 au cours d'un voyage d'affaires à Amsterdam où il est enterré à Oude Kerk. L'entreprise de Hermen Thor Moel était considérée comme "internationale", avec des contacts d'affaires allant de Moscou à Novgorod, Narva, Tallinn, Lübeck, Anvers et Amsterdam, et la ramification de cette famille dans le monde reflète l'esprit de pionnier.

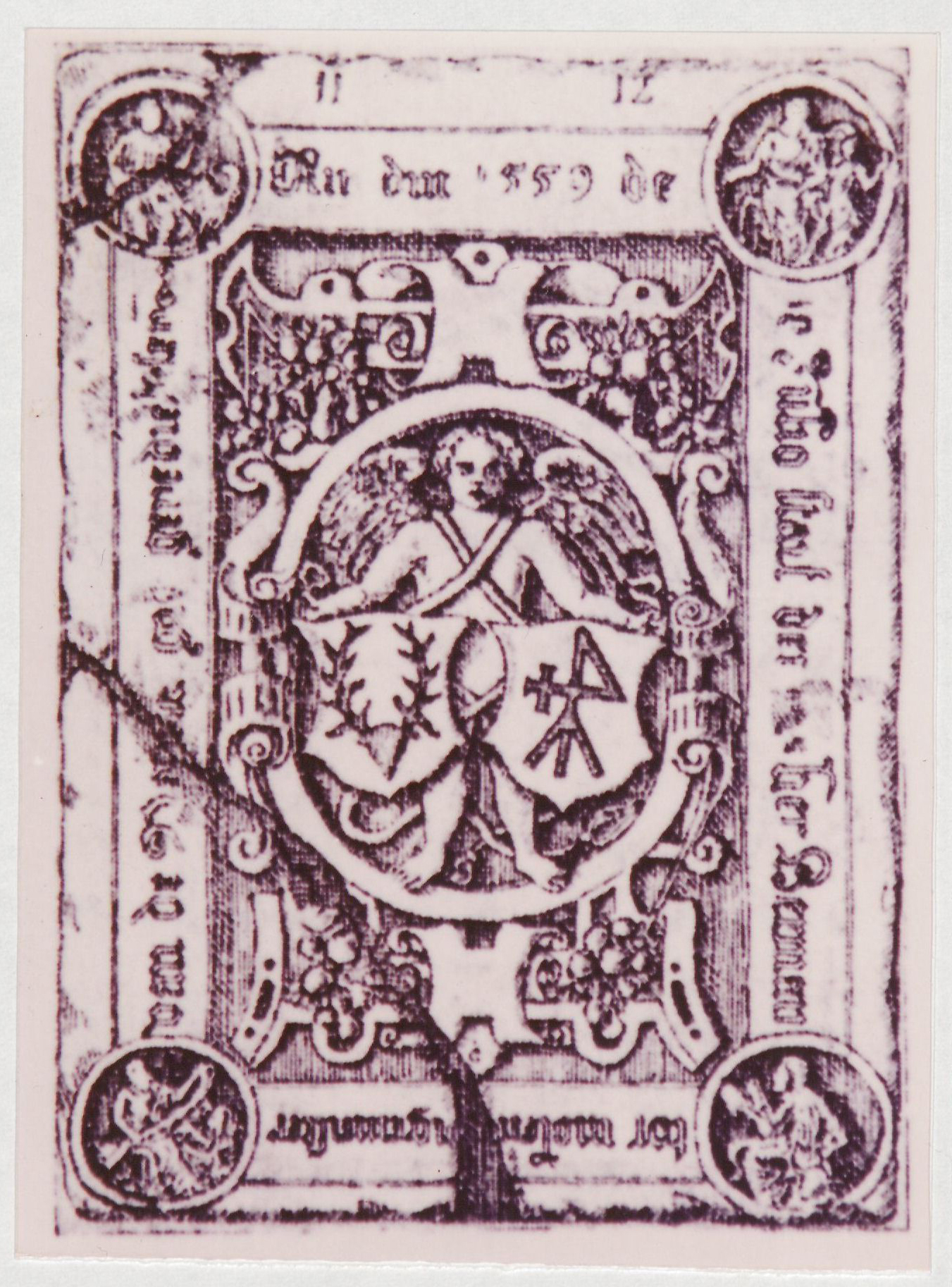
Pierre Tombale de Herman thor Moelen (1559) en l’église Oude Kerk d'Amsterdam, fondateur de la famille von zur Mühlen.

- Heinrich Johann von zur Mühlen (1686-1750), seigneur de Murrast, maire de Tallinn. Ses fils sont inscrits aux registres de la noblesse impériale à Vienne le 15 février 1792 par Léopold II.
- Hermann Johann von zur Mühlen (1719 - 1789), maire de Tallinn. Fils du précédent.
- Cornelius von zur Mühlen (1756 - 1815), conseiller de Tallinn.
- baron Raimund von zur-Mühlen (1854-1931), célèbre ténor et professeur de chant. À l'un de ses concerts, Johannes Brahms s'écria: « Endlich, endlich habe ich meinen Sänger gefunden! » (C'est bon, c'est bon, j'ai trouvé mon chanteur !).
- Hermynia zur Mühlen (1883-1951), née comtesse Folliot de Crenneville, écrivain et traductrice autrichienne.
- Heinz von zur Mühlen (de) (1914-2005), historien germano-balte.
- Bernt Ture von zur Mühlen (de) (1939-), écrivain et scientifique allemand.
- Kristina zur Mühlen (de) (1969-), diplômée de physique, journaliste et présentatrice de télévision allemande.